# Noorderparkbad
Het Noorderparkbad is een zwembad in Amsterdam, gelegen aan de rand van het Noorderpark.
Het zwembad omvat zowel een overdekt deel (binnenbad) als een buitengebied met zwembassins (openluchtbad). Het overdekte deel is gebouwd in de periode 2013-2015 naast het Floraparkbad dat in 1975 was geopend. Na de opening van het nieuwe zwembad in april 2015 werd het oude zwembadgebouw gesloopt.
Voor het nieuwe gebouw aan de Sneeuwbalweg en de Wingerdweg dat ontworpen is door de Architekten Cie. werd in 2016 de Amsterdamse Architectuur Prijs toegekend.

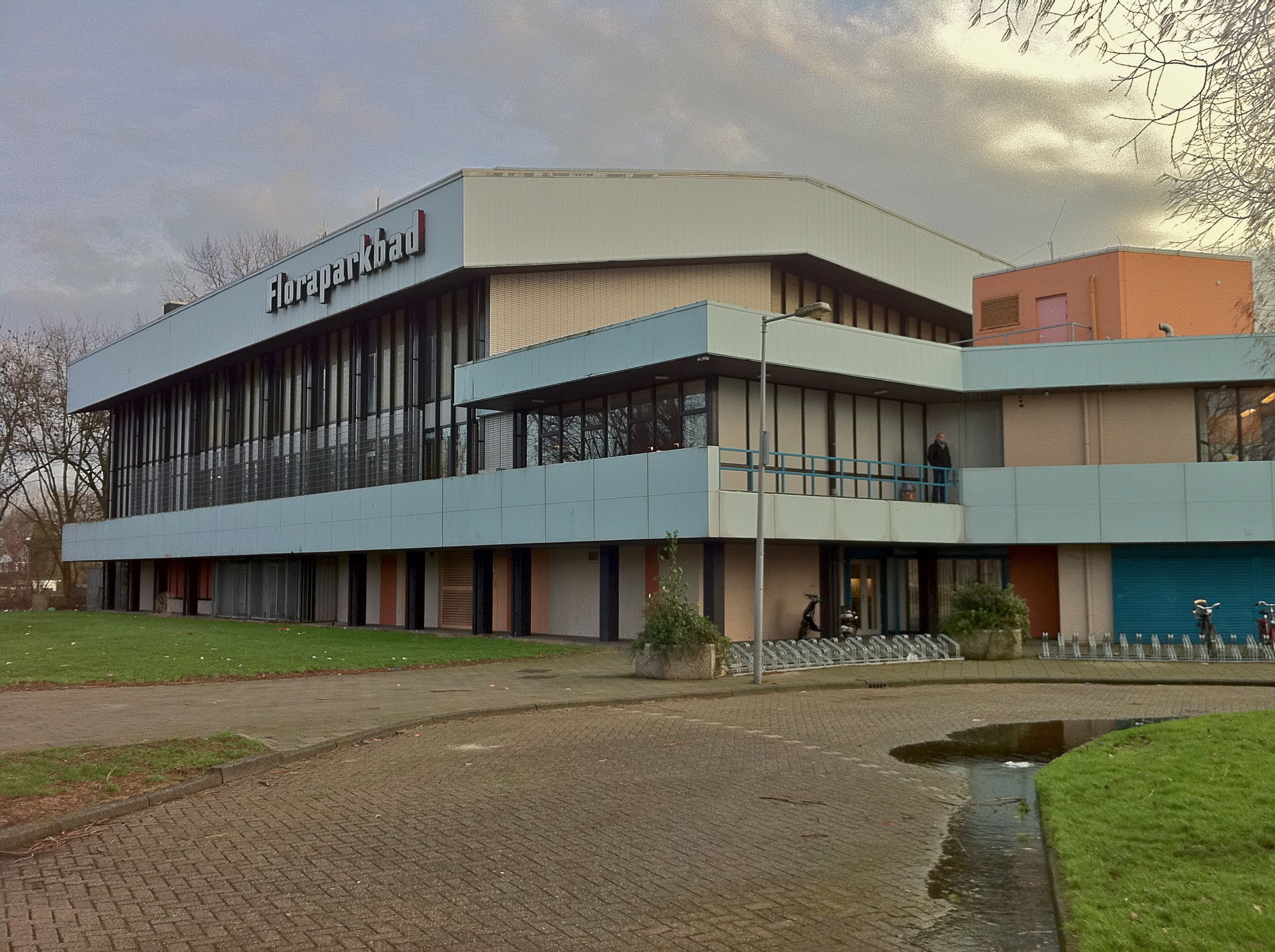
Het Floraparkbad in 2012.